# 지번 (토지)
지번은 토지를 구획할 때 어떤 특정한 토지에 붙이는 번호이다. 필지에 붙이는 일련번호로 정의할 수도 있다.
지번은 일본 제국이 대한제국을 식민지화 하기 직전 조선의 토지를 효율적으로 관리하기 위하여 도입한 제도이다. 일본은 1910년 8월 23일 토지조사법을 제정, 공포하였으며 1912년 토지조사령을 공포하여 지적에 관한 구체적인 법규정을 마련하였다. 대한민국 정부 수립 이후 1950년 지적법, 2009년에 이를 계승한 측량·수로조사 및 지적에 관한 법률이 공포되고 2011년에 공간정보의 구축 및 관리 등에 관한 법률로 명칭이 변경되면서 현재의 지번 부여는 이 법에 기초하여 이루어지고 있다.

## 그 외
대한민국에서는 2014년 이전까지 지번을 이용한 주소를 사용하였다. 현재는 도로명주소로 찾아가는 주소가 변경된 상태이나 필지를 계산하는 데는 어려움이 있어 지적행정에서는 지번을 계속하여 사용하고 있다. 특히 지목 중 임야, 철도용지, 유지, 구거, 하천, 도로용지 등은 도로명주소로 표시하기 어려운 경우가 많아 현재도 주소 사용시 지번을 사용하고 있다.

## 참고 문헌
1. ↑  “서울특별시 부동산정보광장-지적제도의 변천”. 《부동산정보광장》. 2007-??-??. 2016년 3월 6일에 원본 문서에서 보존된 문서. 2012년 9월 9일에 확인함.